# Jacob van Hulsdonck
Jacob van Hulsdonck o Jan van Hulsdonck (1582, Amberes-1647, Amberes ) fue un pintor flamenco que desempeñó un papel en el desarrollo temprano del género de las naturalezas muertas de frutas, banquetes y flores.

## Vida
Jacob van Hulsdonck nació en Amberes en 1582. Se trasladó a Middelburg a una edad temprana y allí probablemente recibió al menos parte de su formación. El principal taller de pintura de bodegones de Middelburg era el del emigrante flamenco Ambrosius Bosschaert. Aunque se cree que van Hulsdonck no se formó con Bosschaert, puede haber sido una influencia temprana en su obra.
En 1608, van Hulsdonck había regresado a Amberes, como lo demuestra el acta de su admisión como maestro del Gremio de San Lucas de Amberes de ese año. Al año siguiente se casó con María la Hoes y se instaló en la casa que fue su residencia durante el resto de su vida. La pareja tuvo siete hijos.
Jacob van Hulsdonck fue el maestro de su hijo Gillis, quien más tarde trabajó durante un largo período como pintor de bodegones en Ámsterdam.

## Obra

### General

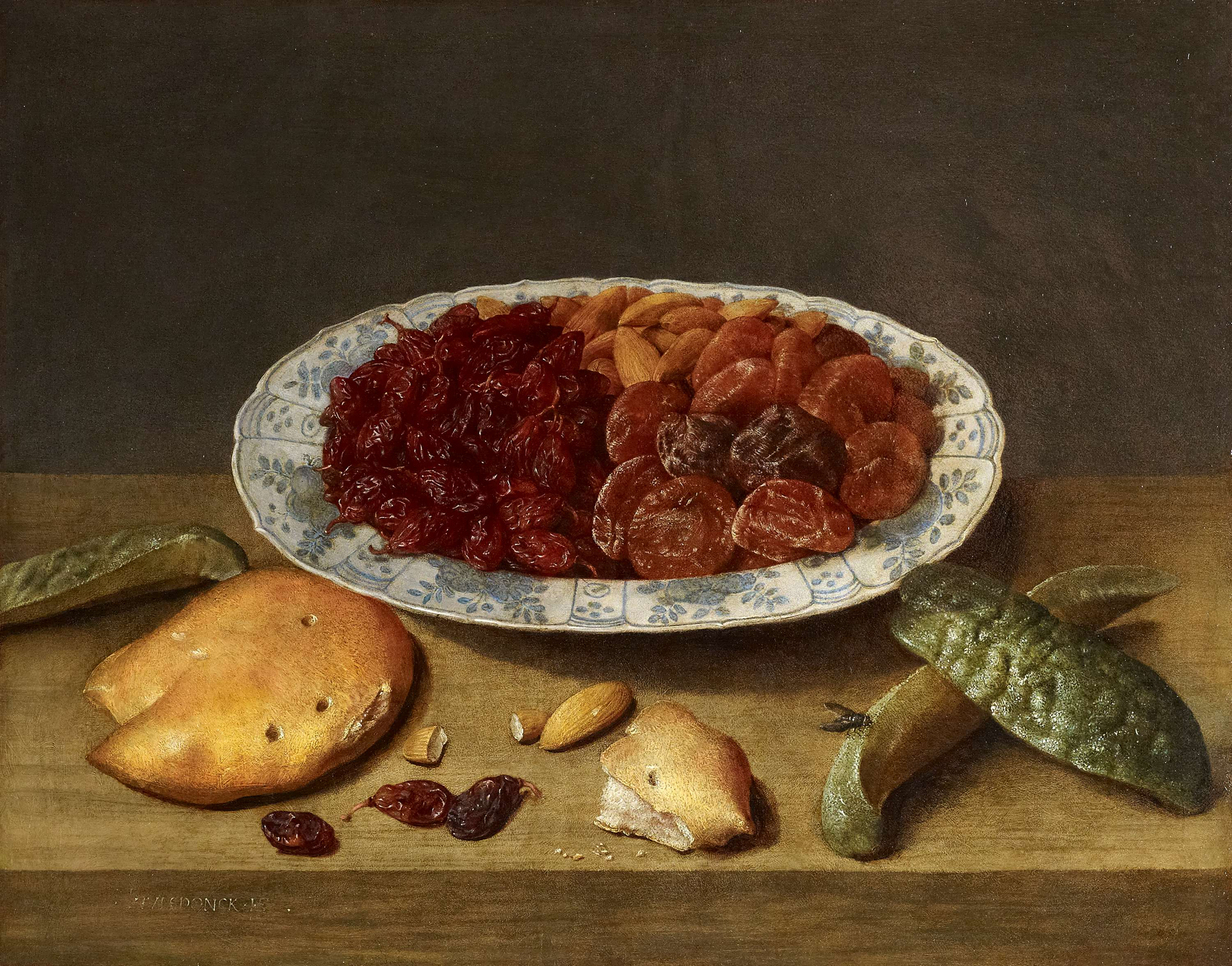
Bodegón con pasas, albaricoques y ciruelas en plato de porcelana

Jacob van Hulsdonck fue un pintor de bodegones de estilo banquete, fruteros y flores. Actualmente se le atribuyen unos 100 cuadros. El meticuloso manejo de los detalles en su obra explica probablemente su relativamente escasa producción. Más de la mitad de sus cuadros están firmados con su característica firma completa en mayúsculas, mientras que algunos están firmados sólo con un monograma.
Como sólo dejó una obra fechada, el Desayuno con pescado, jamón y cerezas de 1614 (Museo Bowes, Barnard Castle), es difícil establecer una cronología de sus obras. Las marcas de los artesanos son de poca ayuda para fechar sus obras debido a su preferencia por los paneles preparados con gesso en el reverso, lo que hace que la madera sea más estable y menos susceptible de deformarse. Se cree que sus primeros bodegones son aquellos en los que el borde de la mesa está cerca del fondo del cuadro y la mesa se representa desde un punto de vista bastante elevado. En estas primeras obras, la mesa está parcialmente cubierta con un paño blanco. En sus obras posteriores, abandonó parte de la rigidez de estas primeras obras bajando el punto de vista, dejando algo de espacio bajo la mesa e incluyendo un lado de la mesa en la composición. También se cree que su paleta evolucionó con los años y sus últimas obras tienen colores más vivos y fondos menos oscuros. Sus últimas naturalezas muertas están dispuestas sobre mesas de madera lisas. Las vetas de la madera suelen representarse con gran detalle. En ocasiones, estas mesas están parcialmente cubiertas con un paño oscuro (grisáceo o negro verdoso).
Aunque debió de conocer la obra del taller Bosschaert, su obra muestra más afinidad con la de Osias Beert e incluso con la de Hieronymous Francken II, dos artistas de bodegones activos en el Amberes de principios del siglo XVII. Incluso es posible que van Hulsdonck trabajara en su círculo antes de convertirse en maestro del Gremio de San Lucas en 1608. Sus obras de flores muestran la influencia de Jan Brueghel el Viejo.
Mientras que en los bodegones del siglo XVII se suele creer que transmiten un "mensaje" oculto, a menudo relacionado con el motivo de la vanitas de la transitoriedad de todas las cosas, en las obras de van Hulsdonck esto parece haber estado ausente en gran medida. Sin embargo, Van Hulsdonck incluía a menudo una mosca azul como motivo llamativo y único ser vivo en sus bodegones. Las moscas suelen considerarse un símbolo de la brevedad de la vida.

### Piezas de banquetes y fruteros

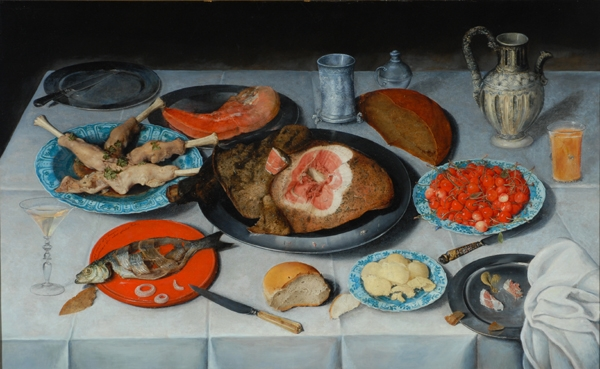
Desayuno con pescado, jamón y cerezas

Las piezas de banquete de van Hulsdonck suelen representar un cuenco o cesta de fruta en el centro. Hay seis ejemplos en los que colocó un pequeño jarrón con flores a un lado del cuenco. Las frutas suelen ser ciruelas, uvas, albaricoques o fresas recién recogidas, aunque hay un ejemplo de un cuadro, el Bodegón con pasas, albaricoques y ciruelas en un plato de porcelana, que representa frutos secos.
Van Hulsdonck fue particularmente hábil en la interpretación de la suavidad y delicadeza de las pieles de la fruta. Era un maestro en resaltar la diferencia de textura y coloración de los diversos tipos de frutas y su follaje.

### Piezas de flores

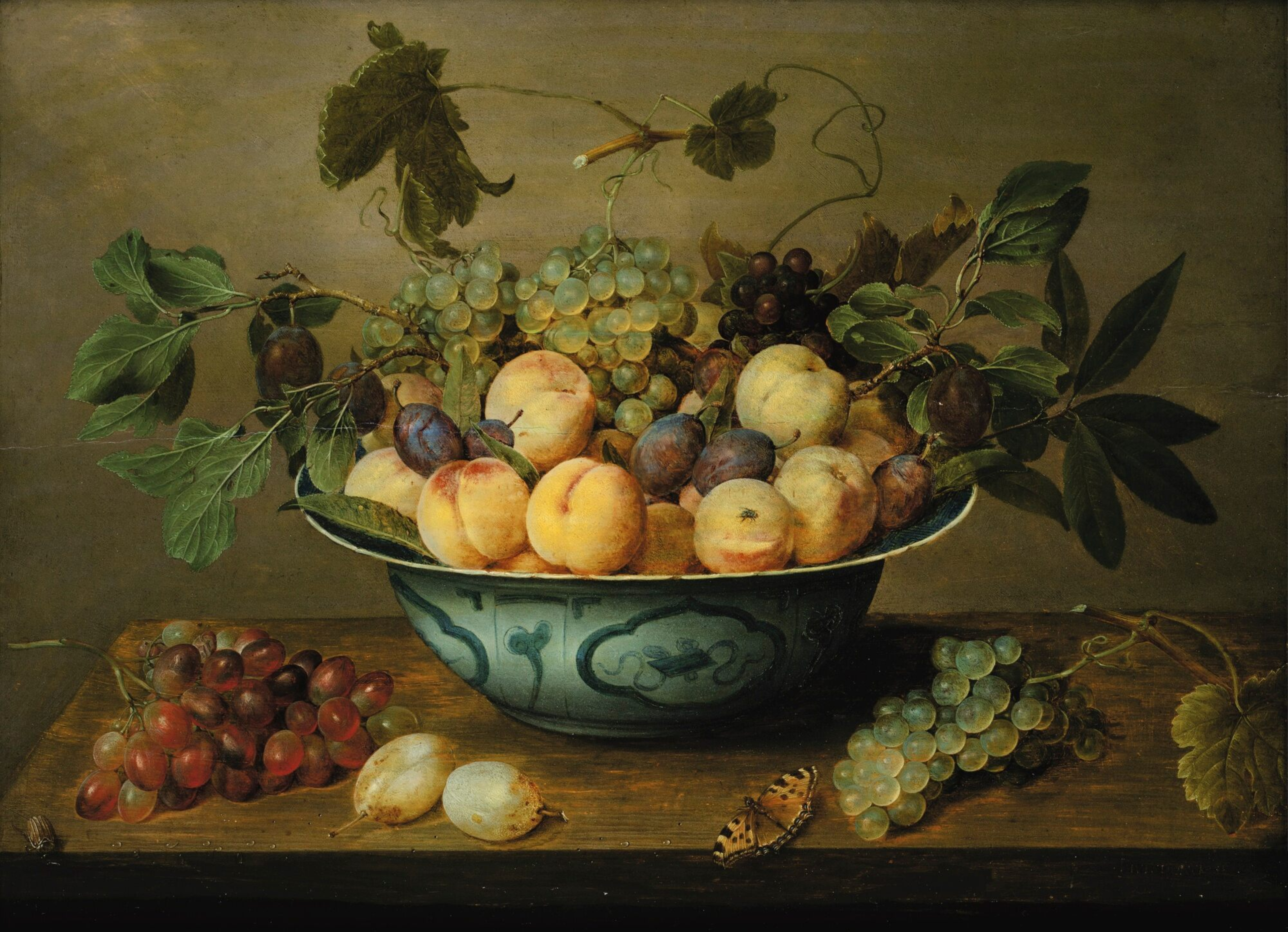
Bodegón con fruta en un cuenco Wanli sobre una mesa con una mariposa y un escarabajo

Van Hulsdonck también pintó bodegones de flores puras, aunque representan una parte mucho menor de su obra. Sólo unos pocos están firmados, por lo que a veces se han atribuido a otros artistas. Por ejemplo, la obra Naturaleza muerta de tulipanes, claveles, una rosa y otras flores en un vaso de cristal que descansa sobre una cornisa de madera (vendida en Sotheby's el 3 de julio de 2013 en Londres, lote 23) fue atribuida anteriormente a Jan van Kessel el Viejo. Sus piezas florales pueden considerarse un precursor de la obra de van Kessel, así como de la de Daniel Seghers.
Algunas de sus obras florales sólo representan una única variedad de flores, como los claveles, pero la mayoría de las veces pintó una mezcla de un número restringido de flores en la que dominan los tulipanes. Las flores suelen estar colocadas sobre un fondo oscuro y se presentan en sencillos vasos de cristal transparente para permitir que se sigan los tallos de cada flor hasta la base. Sus piezas florales muestran una mayor elegancia formal y una refinada simplicidad que las piezas florales de Brueghel, normalmente más elaboradas. Esto puede deberse a la influencia formativa de Bosschaert.